# ویدا موحد
ویدا موحدی (زادهٔ ۱۳۶۴) فعال حقوق بشر، معترض و فعال حقوق زنان اهل ایران است که آغازگر جنبش دختران خیابان انقلاب به‌شمار می‌رود. او در ۶ دی ۱۳۹۶ در خیابان انقلاب اسلامی، تهران روسری سفید خود را به‌صورت نمادین و برای اعتراض به حجاب اجباری در ایران برداشت و تصویر وی به‌عنوان «اولین دختر خیابان انقلاب» منتشر شد.

## دختران خیابان انقلاب

### اعتراض اول

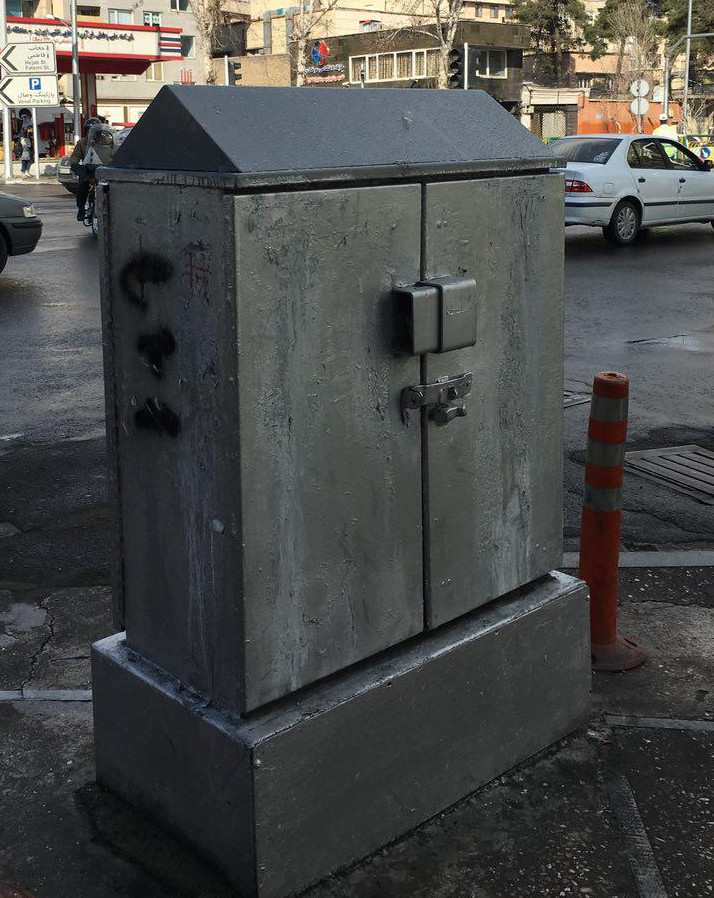
جعبه‌ای که موحد بالای آن ایستاده بود، از آن زمان توسط دولت برای جلوگیری از ایستادن معترضان در بالای آن تغییر شکل داده شده‌ است.

در ۶ دی ۱۳۹۶، ویدا موحد از جعبه برق بالا و روسری خود را برای اعتراض به حجاب اجباری برداشت. او بلافاصله بازداشت شد و کمی بعد آزاد شد.
به‌گفتهٔ پیام درفشان، وکیل موحد در گفتگو با انصاف‌نیوز، او به جناح سیاسی خاصی تعلق نداشته و انگیزه‌اش برای انجام اینکار اعتقاد شخصی‌اش، در اعتراض به حجاب اجباری بوده است.

### اعتراض دوم
در ۷ آبان ۱۳۹۷، موحد با در دست گرفتن تعدادی بادکنک، به‌نشانه اعتراض بالای گنبد فیروزه‌ای میدان انقلاب رفت؛ که پس از آن بازداشت و به یک سال حبس محکوم شد. گفته می‌شود حرکت موحد آغازگر پویش دختران خیابان انقلاب بوده‌ است؛ و پس از او افراد زیادی دست به اعتراض زدند.

## بازداشت
موحد در ۷ آبان ۱۳۹۷ به اتهام «تشویق مردم به فساد و فحشا از طریق کشف حجاب» به یک سال حبس محکوم شد.
با اعلام وکیل موحد، او در ۷ خرداد ۱۳۹۸ از زندان شهر ری آزاد شد.